# جوستافو لازارتي
جوستافو لازارتي (9 مارس 1984 بكوريتيبا في البرازيل - ) هو لاعب كرة قدم برازيلي في مركز الدفاع. لعب مع أتلتيكو باراناينسي وبوتافوغو ريغاتاس وتشيلسي وجمعية بورتوغيزا الرياضية وفيتوريا دي غيماريش ونادي أودينيزي ونادي الشارقة ونادي بونتي بريتا ونادي تريفيزو ونادي سبورت ريسيفه وJ. Malucelli Futebol ‏ وEsporte Clube Água Santa ‏.

## وصلات خارجية
- جوستافو لازارتي على موقع قاعدة بيانات كرة القدم.إي يو (الإنجليزية)
- جوستافو لازارتي على موقع Soccerway.com (الإنجليزية)